# 拟古主义
在语言的使用中，拟古主义（英語：Archaism），也作仿古主义，是指使用如今不再盛行或者只存在于特殊语境之下的表达方式。这种刻意而为的语言使用方式可细分为文學拟古主义（意图仿照古代的表达风格）以及辭彙拟古主义（使用当今不再流通的词语）。